# Vikesholmen
Vikesholmen är en ö i Finland. Den ligger i Finska viken och i kommunen Lovisa i den ekonomiska regionen  Lovisa i landskapet Nyland, i den södra delen av landet. Ön ligger omkring 72 kilometer öster om Helsingfors.
Öns area är 1,1 hektar och dess största längd är 200 meter i sydöst-nordvästlig riktning. Närmaste större samhälle är Lovisa, 15,6 km norr om Vikesholmen.